# ミハイル・ゴロヴァトフ
ミハイル・ゴロヴァトフ（ロシア語: Михаил Головатов, ラテン文字転写: Mikhail Golovatov, 1949年8月23日 - 2022年8月1日）は、ソ連・ロシア連邦の軍人、チェキスト。第4代アルファ部隊指揮官。退役大佐。
ソ連国家保安委員会（KGB）第7局（外部監視）で働く。アルファ部隊が創設された1974年当時、その最初の隊員の1人だった。アフガニスタンを含む各紛争地で作戦に参加。1991年から1992年まで、アルファ部隊指揮官。
赤旗勲章、赤星勲章、「勇気に対する」勲章を受章。グループ企業「アルファ」（Альфа）の設立者で、1995年から独立商業セキュリティ機関連盟（42社が加盟）総裁。
1998年、ロシア連邦保安庁（FSB）諮問委員会共同議長に選出。
2022年8月1日、死去。